# Hanno tutti ragione
Hanno tutti ragione è un romanzo scritto dal regista Paolo Sorrentino, al suo esordio come scrittore, e pubblicato da Feltrinelli nel 2010.
È narrato in prima persona dal protagonista Tony Pagoda, cantante melodico napoletano ispirato al personaggio interpretato da Toni Servillo nel film L'uomo in più diretto dallo stesso Sorrentino nel 2001.

## Trama
Tony Pagoda, alias Tony P., è un cantante melodico dell'estrema periferia partenopea, che nella sua lunga carriera ha calcato le scene dei più importanti teatri di tutto il mondo, compreso il Metropolitan di New York, al cospetto di Frank Sinatra. Esperto con le donne, insegna a chi vuole ascoltarlo le tecniche più efficaci per sedurle. Dopo la serata in cui Frank Sinatra l'ha onorato di una visita nel suo camerino ma non l'ha invitato a cena, Tony P. torna a Napoli per scoprire che la sua vita, complice la cocaina, l'alcool e le cattive compagnie, sta andando a rotoli. Nemmeno le donne possono più redimerlo. Ha perso completamente l'innocenza e quindi decide che è ora di andare.
Dopo una tournée in Brasile, abbandona gli amici e sodali di una vita e si ferma diciotto anni tra Rio e Manaus. Perso nella giungla, umida e piena di scarafaggi, riorganizza una vita lontana dal palco, ma in un capodanno che pensava di trascorrere in compagnia delle ormai familiari bestiole, riceve l'offerta che non si può rifiutare. A bordo di un jet privato, per una cifra impossibile, viene scaraventato sul palcoscenico melanconico di una ricca famiglia.

## Critica
Alla presentazione del romanzo al premio Strega, Angelo Guglielmi l'ha definito «ricco di suspense», mentre Dacia Maraini ha parlato di «Un linguaggio originale che utilizza anche culture e sottoculture napoletane, usato con grande libertà inventiva, in modo sperimentale e spesso sferzante e spericolato».

## Riconoscimenti
Hanno tutti ragione si è classificato al terzo posto al Premio Strega 2010 ed è stato candidato all'Alabarda d'oro 2010 sezione letteratura.

## Edizioni
- Paolo Sorrentino, Hanno tutti ragione, Feltrinelli, 2010, ISBN 9788807018091.
- Paolo Sorrentino, Hanno tutti ragione - audiolibro, letto da Toni Servillo, Feltrinelli, 2010, ISBN 978-88-07-73502-8.